# Herbert Grönemeyer/Diskografie
Diese Diskografie ist eine Übersicht über die musikalischen Werke des deutschen Pop-Rock-Musikers Herbert Grönemeyer. Den Quellenangaben und Schallplattenauszeichnungen zufolge hat er bisher mehr als 22,6 Millionen Tonträger verkauft, davon alleine in seiner Heimat über 20,3 Millionen – womit er hinter Ed Sheeran die zweitmeisten Tonträger in Deutschland verkaufte. Seine erfolgreichste Veröffentlichung ist das elfte Studioalbum Mensch mit über 3,6 Millionen abgesetzten Einheiten. Das Album verkaufte sich allein in Deutschland über 3,15 Millionen Mal, womit es nach dem Soundtrack zu Dirty Dancing das meistverkaufte Album des Landes ist. Insgesamt erreichten fünf seiner Alben Millionenseller-Status in seiner Heimat. Darüber hinaus zählen seine Videoalben Mensch – Live und Stand der Dinge mit über 300.000 bzw. 200.000 verkauften Einheiten zu den meistverkauften Videoalben in Deutschland. Grönemeyers Flugzeuge im Bauch wurde in der Neuinterpretation von Oli. P zum Nummer-eins-Hit in allen D-A-CH-Ländern. In Deutschland wurde die Single mit einer dreifachen Platin-Schallplatte für über 1,5 Millionen verkaufte Einheiten ausgezeichnet und zählt zu den meistverkauften Singles des Landes.

## Alben

### Studioalben

„4630 Bochum“

„Ö“

| Jahr | Titel Musiklabel                                                      | Höchstplatzierung, Gesamtwochen, AuszeichnungChartplatzierungen (Jahr, Titel, Musiklabel, Platzierungen, Wochen, Auszeichnungen, Anmerkungen) | Höchstplatzierung, Gesamtwochen, AuszeichnungChartplatzierungen (Jahr, Titel, Musiklabel, Platzierungen, Wochen, Auszeichnungen, Anmerkungen) | Höchstplatzierung, Gesamtwochen, AuszeichnungChartplatzierungen (Jahr, Titel, Musiklabel, Platzierungen, Wochen, Auszeichnungen, Anmerkungen) | Anmerkungen |
| Jahr | Titel Musiklabel                                                      | DE | AT | CH | Anmerkungen |
| ---- | --------------------------------------------------------------------- | --- | --- | --- | --- |
| 1979 | Grönemeyer Intercord (IRS)                                            | — | — | — | Erstveröffentlichung: 1979                                                                                          |
| 1980 | Zwo Intercord (IRS)                                                   | — | — | — | Erstveröffentlichung: 1980                                                                                          |
| 1982 | Total egal Intercord (IRS)                                            | — | — | — | Erstveröffentlichung: 1982                                                                                          |
| 1983 | Gemischte Gefühle Intercord (IRS)                                     | DE43 Gold · (12 Wo.)DE | — | — | Erstveröffentlichung: 1983 Verkäufe: + 250.000                                                                      |
| 1984 | 4630 Bochum Electrola (EMI)                                           | DE1 ×11Elffachgold · (147 Wo.)DE | AT7 ×2Doppelplatin · (24 Wo.)AT | CH12 Platin · (13 Wo.)CH | Erstveröffentlichung: 11. Mai 1984 Verkäufe: + 2.900.000                                                            |
| 1986 | Sprünge Electrola (EMI)                                               | DE1 ×2Doppelplatin · (42 Wo.)DE | AT1 Platin · (40 Wo.)AT | CH1 Gold · (22 Wo.)CH | Erstveröffentlichung: 30. April 1986 Verkäufe: + 1.075.000                                                          |
| 1988 | Ö auch bekannt als: What’s All This Capitol Records • Electrola (EMI) | DE1 ×7Siebenfachgold · (85 Wo.)DE | AT1 ×2Doppelplatin · (78 Wo.)AT | CH1 Platin · (29 Wo.)CH | Erstveröffentlichung: 30. März 1988 (DE-Version) Erstveröffentlichung: 1988 (EN-Version) Verkäufe: + 1.900.000      |
| 1990 | Luxus Capitol Records • Electrola (EMI)                               | DE1 ×2Doppelplatin · (55 Wo.)DE | AT1 Platin · (20 Wo.)AT | CH6 Gold · (18 Wo.)CH | Erstveröffentlichung: 17. September 1990 (DE-Version) Erstveröffentlichung: 1991 (EN-Version) Verkäufe: + 1.075.000 |
| 1993 | Chaos Electrola (EMI)                                                 | DE1 ×3Dreifachgold · (49 Wo.)DE | AT2 Gold · (17 Wo.)AT | CH8 (10 Wo.)CH | Erstveröffentlichung: 24. Mai 1993 (DE-Version) Erstveröffentlichung: 1995 (EN-Version) Verkäufe: + 775.000         |
| 1998 | Bleibt alles anders Grönland Records (EMI)                            | DE1 ×3Dreifachgold · (55 Wo.)DE | AT1 Platin · (16 Wo.)AT | CH3 Platin · (20 Wo.)CH | Erstveröffentlichung: 17. April 1998 Verkäufe: + 850.000                                                            |
| 2002 | Mensch Grönland Records (EMI)                                         | DE1 ×2121-fach-Gold · (96 Wo.)DE | AT1 ×8Achtfachplatin · (83 Wo.)AT | CH1 ×5Fünffachplatin · (76 Wo.)CH | Erstveröffentlichung: 30. August 2002 Verkäufe: + 3.620.000                                                         |
| 2007 | 12 Grönland Records (EMI)                                             | DE1 ×4Vierfachplatin · (71 Wo.)DE | AT1 ×3Dreifachplatin · (28 Wo.)AT | CH1 ×3Dreifachplatin · (27 Wo.)CH | Erstveröffentlichung: 2. März 2007 Verkäufe: + 1.000.000                                                            |
| 2011 | Schiffsverkehr Grönland Records (EMI)                                 | DE1 ×2Doppelplatin · (49 Wo.)DE | AT1 Platin · (20 Wo.)AT | CH1 Gold · (23 Wo.)CH | Erstveröffentlichung: 18. März 2011 Verkäufe: + 435.000                                                             |
| 2012 | I Walk Grönland Records (RTD)                                         | DE18 (3 Wo.)DE | AT19 (3 Wo.)AT | CH48 (1 Wo.)CH | Erstveröffentlichung: 19. Oktober 2012                                                                              |
| 2014 | Dauernd jetzt Grönland Records (UMG)                                  | DE1 ×5Fünffachgold · (58 Wo.)DE | AT1 ×2Doppelplatin · (30 Wo.)AT | CH1 Platin · (30 Wo.)CH | Erstveröffentlichung: 21. November 2014 Verkäufe: + 550.000                                                         |
| 2018 | Tumult Vertigo Records (UMG)                                          | DE1 ×2Doppelplatin · (55 Wo.)DE | AT1 Platin · (28 Wo.)AT | CH2 Gold · (27 Wo.)CH | Erstveröffentlichung: 9. November 2018 Verkäufe: + 425.000                                                          |
| 2023 | Das ist los Vertigo Records (UMG)                                     | DE2 Gold · (28 Wo.)DE | AT1 (11 Wo.)AT | CH3 (14 Wo.)CH | Erstveröffentlichung: 24. März 2023 Verkäufe: + 100.000                                                             |

grau schraffiert: keine Chartdaten aus diesem Jahr verfügbar

### Livealben
| Jahr | Titel Musiklabel                                  | Höchstplatzierung, Gesamtwochen, AuszeichnungChartplatzierungen (Jahr, Titel, Musiklabel, Platzierungen, Wochen, Auszeichnungen, Anmerkungen) | Höchstplatzierung, Gesamtwochen, AuszeichnungChartplatzierungen (Jahr, Titel, Musiklabel, Platzierungen, Wochen, Auszeichnungen, Anmerkungen) | Höchstplatzierung, Gesamtwochen, AuszeichnungChartplatzierungen (Jahr, Titel, Musiklabel, Platzierungen, Wochen, Auszeichnungen, Anmerkungen) | Anmerkungen                                                                  |
| Jahr | Titel Musiklabel                                  | DE | AT | CH | Anmerkungen                                                                  |
| ---- | ------------------------------------------------- | --- | --- | --- | ---------------------------------------------------------------------------- |
| 1995 | Grönemeyer – Live Electrola (EMI)                 | DE3 ×3Dreifachgold · (47 Wo.)DE | AT3 ×2Doppelplatin · (64 Wo.)AT | CH4 Gold · (19 Wo.)CH | Erstveröffentlichung: 30. Oktober 1995 Verkäufe: + 900.000                   |
| 1995 | Unplugged Herbert Electrola (EMI)                 | DE6 Platin · (31 Wo.)DE | AT8 Gold · (22 Wo.)AT | CH9 (17 Wo.)CH | Erstveröffentlichung: 30. Oktober 1995 Verkäufe: + 1.000.000                 |
| 2016 | Live in Bochum Vertigo Records (UMG)              | DE7 (7 Wo.)DE | AT40 (1 Wo.)AT | CH48 (1 Wo.)CH | Erstveröffentlichung: 25. November 2016                                      |
| 2019 | Tumult – Clubkonzert Berlin Vertigo Records (UMG) | DE*DE | AT**AT | — | Erstveröffentlichung: 8. März 2019 * siehe Studioalbum / ** siehe Videoalbum |

### Kompilationen
| Jahr | Titel Musiklabel                        | Höchstplatzierung, Gesamtwochen, AuszeichnungChartplatzierungen (Jahr, Titel, Musiklabel, Platzierungen, Wochen, Auszeichnungen, Anmerkungen) | Höchstplatzierung, Gesamtwochen, AuszeichnungChartplatzierungen (Jahr, Titel, Musiklabel, Platzierungen, Wochen, Auszeichnungen, Anmerkungen) | Höchstplatzierung, Gesamtwochen, AuszeichnungChartplatzierungen (Jahr, Titel, Musiklabel, Platzierungen, Wochen, Auszeichnungen, Anmerkungen) | Anmerkungen                                                 |
| Jahr | Titel Musiklabel                        | DE | AT | CH | Anmerkungen                                                 |
| ---- | --------------------------------------- | --- | --- | --- | ----------------------------------------------------------- |
| 1984 | 1978–1980 Intercord (IRS)               | — | AT— GoldAT | — | Erstveröffentlichung: 1984 Verkäufe: + 25.000               |
| 1992 | So gut (1979–1983) Intercord (IRS)      | — | — | — | Erstveröffentlichung: 1. März 1992                          |
| 2008 | Was muss muss – Best Of Electrola (EMI) | DE1 ×4Vierfachplatin · (47 Wo.)DE | AT1 Platin · (26 Wo.)AT | CH8 (19 Wo.)CH | Erstveröffentlichung: 21. November 2008 Verkäufe: + 820.000 |

### Remixalben
| Jahr | Titel Musiklabel                     | Höchstplatzierung, Gesamtwochen, AuszeichnungChartplatzierungen (Jahr, Titel, Musiklabel, Platzierungen, Wochen, Auszeichnungen, Anmerkungen) | Höchstplatzierung, Gesamtwochen, AuszeichnungChartplatzierungen (Jahr, Titel, Musiklabel, Platzierungen, Wochen, Auszeichnungen, Anmerkungen) | Höchstplatzierung, Gesamtwochen, AuszeichnungChartplatzierungen (Jahr, Titel, Musiklabel, Platzierungen, Wochen, Auszeichnungen, Anmerkungen) | Anmerkungen                                                  |
| Jahr | Titel Musiklabel                     | DE | AT | CH | Anmerkungen                                                  |
| ---- | ------------------------------------ | --- | --- | --- | ------------------------------------------------------------ |
| 1994 | Cosmic Chaos Electrola (EMI)         | DE16 (16 Wo.)DE | — | — | Erstveröffentlichung: 20. Oktober 1994                       |
| 2003 | Mensch Remixe Grönland Records (EMI) | DE*DE | AT*AT | CH*CH | Erstveröffentlichung: 29. September 2003 * siehe Studioalbum |

### Soundtracks
| Jahr | Titel Musiklabel                         | Anmerkungen |
| ---- | ---------------------------------------- | --- |
| 1979 | Ocean Orchestra Beach Records (Beach)    | Erstveröffentlichung: 1979 mit Flimm, Kandlberger, Laukamp, Sputh, Stockhausen, Wawersik & Wiberny als Ocean Orchestra |
| 2010 | The American EMI Music (EMI)             | Erstveröffentlichung: 17. September 2010                                                                               |
| 2014 | A Most Wanted Man Grönland Records (RTD) | Erstveröffentlichung: 19. September 2014                                                                               |

### EPs
| Jahr | Titel Musiklabel                                                                             | Anmerkungen                                           |
| ---- | -------------------------------------------------------------------------------------------- | ----------------------------------------------------- |
| 2015 | Die Staubkorn Sammlung auch bekannt als: The Dying Rays Collection Membran Records (Membran) | Erstveröffentlichung: 7. August 2015 mit Gang of Four |

## Singles

### Als Leadmusiker
| Jahr | Titel Album | Höchstplatzierung, Gesamtwochen, AuszeichnungChartplatzierungen (Jahr, Titel, Album, Platzierungen, Wochen, Auszeichnungen, Anmerkungen) | Höchstplatzierung, Gesamtwochen, AuszeichnungChartplatzierungen (Jahr, Titel, Album, Platzierungen, Wochen, Auszeichnungen, Anmerkungen) | Höchstplatzierung, Gesamtwochen, AuszeichnungChartplatzierungen (Jahr, Titel, Album, Platzierungen, Wochen, Auszeichnungen, Anmerkungen) | Anmerkungen                                                                 |
| Jahr | Titel Album | DE | AT | CH | Anmerkungen                                                                 |
| ---- | --- | --- | --- | --- | --------------------------------------------------------------------------- |
| 1979 | Pompeji Grönemeyer                                                                                                | — | — | — | Erstveröffentlichung: 1979                                                  |
| 1980 | Ich hab dich lieb Zwo                                                                                             | — | — | — | Erstveröffentlichung: 1980                                                  |
| 1982 | Currywurst Total egal                                                                                             | — | — | — | Erstveröffentlichung: 1982                                                  |
| 1982 | Anna Total egal                                                                                                   | — | — | — | Erstveröffentlichung: 1982                                                  |
| 1983 | Etwas Warmes Gemischte Gefühle                                                                                    | — | — | — | Erstveröffentlichung: 1983                                                  |
| 1983 | Musik nur, wenn sie laut ist Gemischte Gefühle                                                                    | — | — | — | Erstveröffentlichung: 1983                                                  |
| 1983 | Kaufen Gemischte Gefühle                                                                                          | — | — | — | Erstveröffentlichung: 1983                                                  |
| 1984 | Männer (Niederländische Version: Mannen) 4630 Bochum                                                              | DE7 Gold · (26 Wo.)DE | — | CH27 (5 Wo.)CH | Erstveröffentlichung: 4. Juni 1984 Verkäufe: + 250.000                      |
| 1984 | Alkohol 4630 Bochum                                                                                               | DE33 (10 Wo.)DE | — | — | Erstveröffentlichung: 8. Oktober 1984                                       |
| 1985 | Flugzeuge im Bauch (Englischsprachige Version: Airplanes in My Head) 4630 Bochum                                  | DE44 (10 Wo.)DE | — | — | Erstveröffentlichung: 4. Februar 1985                                       |
| 1986 | Kinder an die Macht Sprünge                                                                                       | DE33 (11 Wo.)DE | AT10 (10 Wo.)AT | — | Erstveröffentlichung: 31. März 1986                                         |
| 1986 | Tanzen Sprünge | — | — | — | Erstveröffentlichung: Juni 1986                                             |
| 1986 | Nur noch so Sprünge                                                                                               | — | — | — | Erstveröffentlichung: August 1986                                           |
| 1988 | Was soll das (Englischsprachige Version: What’s All This) Ö • What’s All This                                     | DE3 (20 Wo.)DE | AT15 (12 Wo.)AT | — | Erstveröffentlichung: 28. März 1988                                         |
| 1988 | Vollmond (Englischsprachige Version: Full Moon) Ö • What’s All This                                               | DE21 (15 Wo.)DE | — | — | Erstveröffentlichung: 27. Juni 1988                                         |
| 1988 | Halt mich Ö | DE33 (17 Wo.)DE | — | — | Erstveröffentlichung: August 1988                                           |
| 1988 | Komet Ö | DE59 (3 Wo.)DE | — | — | Erstveröffentlichung: Oktober 1988                                          |
| 1990 | Deine Liebe klebt Luxus                                                                                           | DE8 (16 Wo.)DE | AT23 (6 Wo.)AT | — | Erstveröffentlichung: 13. August 1990                                       |
| 1990 | Luxus | DE35 (14 Wo.)DE | — | — | Erstveröffentlichung: 5. November 1990                                      |
| 1991 | Marie Luxus | DE53 (14 Wo.)DE | — | — | Erstveröffentlichung: 4. Februar 1991                                       |
| 1991 | Haarscharf Luxus                                                                                                  | DE64 (9 Wo.)DE | — | — | Erstveröffentlichung: 1. Juli 1991                                          |
| 1991 | Video Luxus | — | — | — | Erstveröffentlichung: 1991                                                  |
| 1991 | Onur Gemischte Gefühle                                                                                            | — | — | — | Erstveröffentlichung: Dezember 1991                                         |
| 1993 | Chaos | DE20 (13 Wo.)DE | — | — | Erstveröffentlichung: 10. Mai 1993                                          |
| 1993 | Fisch im Netz Chaos                                                                                               | DE51 (9 Wo.)DE | — | — | Erstveröffentlichung: 16. August 1993                                       |
| 1993 | Land unter Chaos                                                                                                  | DE52 (11 Wo.)DE | — | — | Erstveröffentlichung: 4. Oktober 1993                                       |
| 1993 | Dance Chaos Cosmic Chaos                                                                                          | — | — | — | Erstveröffentlichung: 1993 mit Matiz/AC 16                                  |
| 1994 | Die Härte Chaos                                                                                                   | DE92 (1 Wo.)DE | — | — | Erstveröffentlichung: 7. Februar 1994                                       |
| 1994 | Morgenrot Chaos                                                                                                   | — | — | — | Erstveröffentlichung: 1994                                                  |
| 1995 | Halt mich (Unplugged) Unplugged Herbert                                                                           | DE71 (10 Wo.)DE | — | — | Erstveröffentlichung: 5. Oktober 1995                                       |
| 1996 | Bochum (Live) Grönemeyer – Live                                                                                   | DE— GoldDE | — | — | Erstveröffentlichung: 18. Januar 1996 Verkäufe: + 300.000                   |
| 1996 | Ich hab dich lieb (Live) Grönemeyer – Live                                                                        | — | AT12 (12 Wo.)AT | — | Erstveröffentlichung: 29. Januar 1996                                       |
| 1996 | Ich will mehr (Unplugged) Unplugged Herbert                                                                       | — | — | — | Erstveröffentlichung: 15. Mai 1996                                          |
| 1996 | Land unter (Live) Grönemeyer – Live                                                                               | — | — | — | Erstveröffentlichung: 1996                                                  |
| 1996 | Halt mich (Live) Grönemeyer – Live                                                                                | — | — | — | Erstveröffentlichung: 1996                                                  |
| 1998 | Bleibt alles anders                                                                                               | DE25 (13 Wo.)DE | AT16 (11 Wo.)AT | CH36 (6 Wo.)CH | Erstveröffentlichung: 2. März 1998                                          |
| 1998 | Letzte Version Bleibt alles anders                                                                                | DE79 (9 Wo.)DE | — | — | Erstveröffentlichung: 5. Juni 1998                                          |
| 1998 | Fanatisch Bleibt alles anders                                                                                     | — | — | — | Erstveröffentlichung: 31. August 1998                                       |
| 1998 | Nach mir Bleibt alles anders                                                                                      | — | — | — | Erstveröffentlichung: 1998                                                  |
| 1999 | Ich dreh’ mich um Dich Bleibt alles anders                                                                        | DE79 (6 Wo.)DE | — | — | Erstveröffentlichung: 31. Mai 1999                                          |
| 2000 | Da Da Da Pop 2000 – Das gibt’s nur einmal (Sampler)                                                               | DE54 (5 Wo.)DE | — | — | Erstveröffentlichung: 31. Januar 2000 Original: Trio                        |
| 2000 | Flugzeuge im Bauch (Live) Stand der Dinge                                                                         | DE42 (10 Wo.)DE | — | — | Erstveröffentlichung: 13. November 2000                                     |
| 2002 | Mensch (Französische Version: Humaine) Mensch                                                                     | DE1 Platin · (23 Wo.)DE | AT1 (24 Wo.)AT | CH2 Gold · (28 Wo.)CH | Erstveröffentlichung: 5. August 2002 Verkäufe: + 520.000                    |
| 2002 | Der Weg Mensch | DE12 Gold · (12 Wo.)DE | AT14 (15 Wo.)AT | CH35 (18 Wo.)CH | Erstveröffentlichung: 12. November 2002 Verkäufe: + 250.000                 |
| 2003 | Demo (Letzter Tag) Mensch                                                                                         | DE36 (10 Wo.)DE | AT53 (12 Wo.)AT | — | Erstveröffentlichung: 17. Februar 2003                                      |
| 2003 | Zum Meer Mensch                                                                                                   | DE81 (3 Wo.)DE | — | — | Erstveröffentlichung: 26. Mai 2003                                          |
| 2004 | Everlasting Unity – The Official Athens 2004 Olympic Games Album (Sampler)                                        | — | — | — | Erstveröffentlichung: 15. Juni 2004 mit Cheb Mami & George Dalares          |
| 2006 | Zeit, dass sich was dreht (Englischsprachige Version: Celebrate the Day) Voices from the Fifa World Cup (Sampler) | DE1 Platin · (37 Wo.)DE | AT2 (20 Wo.)AT | CH17 (13 Wo.)CH | Erstveröffentlichung: 19. Mai 2006 Verkäufe: + 300.000; mit Amadou & Mariam |
| 2007 | Lied 1 – Stück vom Himmel 12                                                                                      | DE1 Gold · (13 Wo.)DE | AT5 (18 Wo.)AT | CH3 (22 Wo.)CH | Erstveröffentlichung: 2. Februar 2007 Verkäufe: + 150.000                   |
| 2007 | Lied 3 – Du bist die 12                                                                                           | DE42 (9 Wo.)DE | AT67 (3 Wo.)AT | CH99 (1 Wo.)CH | Erstveröffentlichung: 4. Mai 2007                                           |
| 2007 | Lied 2 – Kopf hoch, tanzen 12                                                                                     | DE66 (7 Wo.)DE | — | — | Erstveröffentlichung: 20. Juli 2007                                         |
| 2007 | Lied 6 – Leb in meiner Welt 12                                                                                    | DE71 (2 Wo.)DE | — | — | Erstveröffentlichung: 26. Oktober 2007                                      |
| 2008 | Glück Was muss muss – Best Of                                                                                     | DE4 Gold · (17 Wo.)DE | AT3 (20 Wo.)AT | CH26 (18 Wo.)CH | Erstveröffentlichung: 7. November 2008 Verkäufe: + 150.000                  |
| 2010 | Komm zur Ruhr –                                                                                                   | DE7 (16 Wo.)DE | — | — | Erstveröffentlichung: 22. Januar 2010                                       |
| 2011 | Schiffsverkehr | DE10 (11 Wo.)DE | AT33 (4 Wo.)AT | CH45 (3 Wo.)CH | Erstveröffentlichung: 4. Februar 2011                                       |
| 2011 | Fernweh Schiffsverkehr                                                                                            | DE93 (1 Wo.)DE | AT65 (1 Wo.)AT | — | Erstveröffentlichung: 6. Mai 2011                                           |
| 2011 | Zu dir Schiffsverkehr                                                                                             | DE76 (1 Wo.)DE | AT72 (1 Wo.)AT | — | Erstveröffentlichung: 2. September 2011                                     |
| 2011 | Lass es uns nicht regnen Schiffsverkehr                                                                           | — | — | — | Erstveröffentlichung: 18. November 2011                                     |
| 2014 | Morgen Dauernd jetzt                                                                                              | DE5 (6 Wo.)DE | AT8 (5 Wo.)AT | CH12 (6 Wo.)CH | Erstveröffentlichung: 7. November 2014                                      |
| 2015 | Fang mich an Dauernd jetzt                                                                                        | DE41 (7 Wo.)DE | — | — | Erstveröffentlichung: 27. Februar 2015                                      |
| 2015 | Bochum 2015 (Die 5. Strophe) –                                                                                    | — | — | — | Erstveröffentlichung: 2015 Verkäufe: 4.630 (limitiert)                      |
| 2018 | Sekundenglück Tumult                                                                                              | DE36 (7 Wo.)DE | — | CH100 (1 Wo.)CH | Erstveröffentlichung: 28. September 2018                                    |
| 2018 | Doppelherz / İki Gönlüm Tumult                                                                                    | — | — | — | Erstveröffentlichung: 11. Oktober 2018 feat. BRKN                           |
| 2018 | Warum Tumult | — | — | — | Erstveröffentlichung: 2. November 2018                                      |
| 2018 | Wunder (Live) / Immerfort (Live) Tumult – Clubkonzert Berlin                                                      | — | — | — | Erstveröffentlichung: 9. November 2018                                      |
| 2019 | Mein Lebensstrahlen Tumult                                                                                        | — | — | — | Erstveröffentlichung: 6. Dezember 2019 (Pianoversion)                       |
| 2021 | I Love a Man in Uniform –                                                                                         | — | — | — | Erstveröffentlichung: 14. Mai 2021 mit Gang of Four & Alex Silva            |
| 2022 | Deine Hand Das ist los                                                                                            | DE— aDE | — | — | Erstveröffentlichung: 18. November 2022                                     |
| 2022 | Urverlust Das ist los                                                                                             | — | — | — | Erstveröffentlichung: 16. Dezember 2022                                     |
| 2023 | Angstfrei Das ist los                                                                                             | — | — | — | Erstveröffentlichung: 10. Februar 2023                                      |
| 2023 | Kaltes Berlin Das ist los (Deluxe Edition)                                                                        | — | — | — | Erstveröffentlichung: 17. November 2023 mit Lucry & Suena                   |
| 2024 | Flugzeuge im Bauch (#40Bochum) 4630 Bochum (40 Jahre Edition)                                                     | DE— bDE | — | — | Erstveröffentlichung: 12. April 2024 feat. Céline                           |
| 2024 | Männer (#40Bochum) 4630 Bochum (40 Jahre Edition)                                                                 | — | — | — | Erstveröffentlichung: 26. April 2024 feat. Dilla                            |
| 2024 | Alkohol (#40Bochum) 4630 Bochum (40 Jahre Edition)                                                                | DE30 (5 Wo.)DE | — | — | Erstveröffentlichung: 9. Mai 2024 feat. Bausa & Chapo102                    |
| 2024 | Mambo (#40Bochum) 4630 Bochum (40 Jahre Edition)                                                                  | DE— cDE | — | — | Erstveröffentlichung: 24. Mai 2024 feat. Jeremias                           |
| 2024 | Für dich da (#40Bochum) 4630 Bochum (40 Jahre Edition)                                                            | DE— dDE | — | — | Erstveröffentlichung: 7. Juni 2024 feat. Lea                                |

### Als Gastmusiker

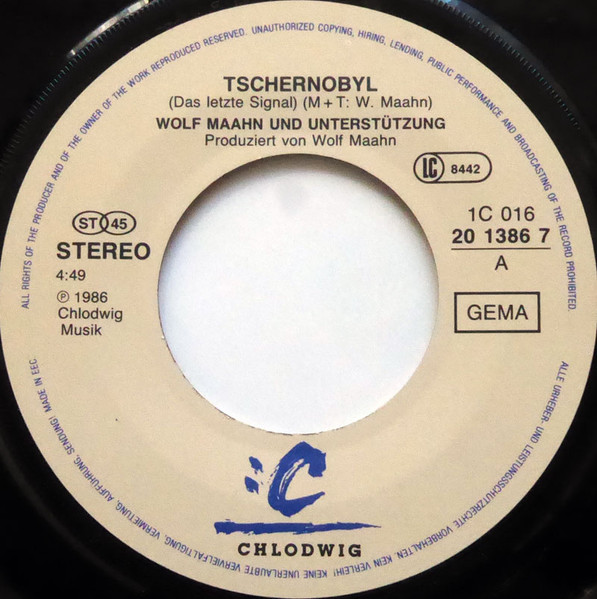
„Tschernobyl (Das letzte Signal)“

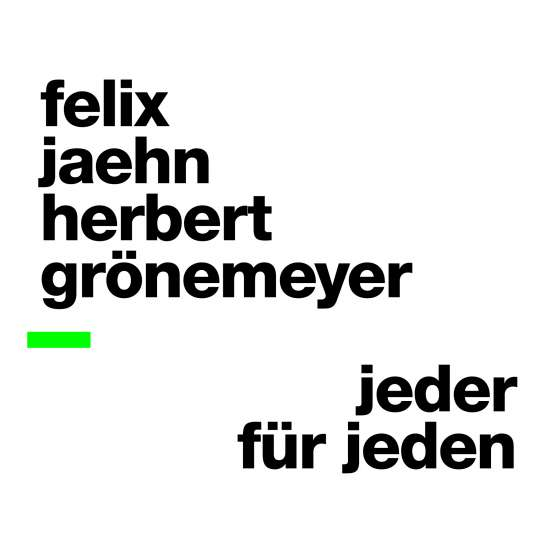
„Jeder für Jeden“

| Jahr | Titel Album                                        | Höchstplatzierung, Gesamtwochen, AuszeichnungChartplatzierungen (Jahr, Titel, Album, Platzierungen, Wochen, Auszeichnungen, Anmerkungen) | Höchstplatzierung, Gesamtwochen, AuszeichnungChartplatzierungen (Jahr, Titel, Album, Platzierungen, Wochen, Auszeichnungen, Anmerkungen) | Höchstplatzierung, Gesamtwochen, AuszeichnungChartplatzierungen (Jahr, Titel, Album, Platzierungen, Wochen, Auszeichnungen, Anmerkungen) | Anmerkungen |
| Jahr | Titel Album                                        | DE | AT | CH | Anmerkungen |
| ---- | -------------------------------------------------- | --- | --- | --- | --- |
| 1979 | Don’t Begin Ocean Orchestra                        | — | — | — | Erstveröffentlichung: 1979 mit Flimm, Kandlberger, Laukamp, Sputh, Stockhausen, Wawersik & Wiberny als Ocean Orchestra |
| 1985 | Nackt im Wind –                                    | DE3 (10 Wo.)DE | — | — | Erstveröffentlichung: 21. Januar 1985 Verkäufe: + 150.000; als Teil von Band für Afrika                                |
| 1986 | Tschernobyl (Das letzte Signal) –                  | DE24 (10 Wo.)DE | — | — | Erstveröffentlichung: 26. Juni 1986 als Teil von Wolf Maahn & Unterstützung                                            |
| 2003 | Taxi Europa                                        | — | — | CH53 (14 Wo.)CH | Erstveröffentlichung: 26. Mai 2003 Stephan Eicher feat. Gazzè & Herbert Grönemeyer                                     |
| 2007 | Einfach sein Fornika                               | DE11 (27 Wo.)DE | AT13 (29 Wo.)AT | CH22 (15 Wo.)CH | Erstveröffentlichung: 25. Mai 2007 Die Fantastischen Vier feat. Herbert Grönemeyer                                     |
| 2016 | Jeder für Jeden I                                  | DE27 (8 Wo.)DE | — | — | Erstveröffentlichung: 22. April 2016 mit Felix Jaehn                                                                   |
| 2024 | Zeit, dass sich was dreht Ein Schritt und ich fall | DE1 Platin · (43 Wo.)DE | AT11 Platin · (… Wo.)AT | CH13 Gold · (25 Wo.)CH | Erstveröffentlichung: 22. Februar 2024 Verkäufe: + 645.000; Soho Bani feat. Herbert Grönemeyer                         |
| 2025 | Mein Osten –                                       | — | — | — | Erstveröffentlichung: 31. Januar 2025 Silbermond feat. Herbert Grönemeyer                                              |

## Videoalben und Musikvideos

### Videoalben
Die folgende Charttabelle beinhaltet Videoalben, die sich in den Musik-DVD-Charts platzieren konnten. Videoalben die sich in den Albumcharts platzierten sind kursiv dargestellt.

| Jahr | Titel Musiklabel                                                  | Höchstplatzierung, Gesamtwochen, AuszeichnungChartplatzierungen (Jahr, Titel, Musiklabel, Platzierungen, Wochen, Auszeichnungen, Anmerkungen) | Höchstplatzierung, Gesamtwochen, AuszeichnungChartplatzierungen (Jahr, Titel, Musiklabel, Platzierungen, Wochen, Auszeichnungen, Anmerkungen) | Höchstplatzierung, Gesamtwochen, AuszeichnungChartplatzierungen (Jahr, Titel, Musiklabel, Platzierungen, Wochen, Auszeichnungen, Anmerkungen) | Anmerkungen                                                                        |
| Jahr | Titel Musiklabel                                                  | DE | AT | CH | Anmerkungen                                                                        |
| ---- | ----------------------------------------------------------------- | --- | --- | --- | ---------------------------------------------------------------------------------- |
| 1988 | Ö-Tour ’88 Electrola (EMI)                                        | DE*DE | AT*AT | CH*CH | Erstveröffentlichung: 1988 * siehe Studioalbum                                     |
| 1991 | Luxus – Live ’91 Electrola (EMI)                                  | DE*DE | AT*AT | CH*CH | Erstveröffentlichung: 26. September 1991 * siehe Livealbum                         |
| 1995 | Unplugged Herbert Electrola (EMI)                                 | DE*DE | AT*AT | CH*CH | Erstveröffentlichung: 30. November 1995 * siehe Livealbum                          |
| 2000 | Stand der Dinge Grönland Records (EMI)                            | DE— ×4VierfachplatinDE | — | — | Erstveröffentlichung: 13. November 2000 Verkäufe: + 200.000; mit Sinfonieorchester |
| 2003 | Mensch – Live Grönland Records (EMI)                              | DE1 ×6Sechsfachplatin · (20 Wo.)DE | AT1 ×2Doppelplatin · (23 Wo.)AT | CH34 (7 Wo.)CH | Erstveröffentlichung: 10. November 2003 Verkäufe: + 320.000                        |
| 2007 | 12 – Live Grönland Records (EMI)                                  | DE* ×3DreifachgoldDE | AT2 (6 Wo.)AT | CH*CH | Erstveröffentlichung: 16. November 2007 Verkäufe: + 75.000; * siehe Livealbum      |
| 2011 | Schiffsverkehr 2011 Tour – Live in Leipzig Grönland Records (EMI) | DE*DE | AT3 (7 Wo.)AT | CH5 (1 Wo.)CH | Erstveröffentlichung: 18. November 2011 * siehe Studioalbum                        |
| 2012 | Live at Montreux 2012 Eagle Rock Entertainment (ERE)              | DE30 (2 Wo.)DE | AT1 (2 Wo.)AT | CH5 (1 Wo.)CH | Erstveröffentlichung: 16. November 2012                                            |
| 2013 | I Walk – Live Grönland Records (RTD)                              | DE*DE | — | — | Erstveröffentlichung: 10. September 2013 * siehe Studioalbum                       |
| 2015 | Dauernd jetzt – Live Grönland Records (UMG)                       | DE*DE | AT1 Platin · (5 Wo.)AT | CH5 (3 Wo.)CH | Erstveröffentlichung: 30. Oktober 2015 Verkäufe: + 10.000; * siehe Studioalbum     |
| 2019 | Tumult – Clubkonzert Berlin Vertigo Records (UMG)                 | DE*DE | AT1 (9 Wo.)AT | — | Erstveröffentlichung: 8. März 2019 * siehe Studioalbum                             |

### Musikvideos
| Jahr | Titel                           | Regie                                              |
| ---- | ------------------------------- | -------------------------------------------------- |
| 1985 | Nackt im Wind                   |                                                    |
| 1986 | Tschernobyl (Das letzte Signal) | Gerd Haag                                          |
| 1988 | Was soll das                    | Peter Scammell (3 Versionen)                       |
| 1988 | Airplanes in My Head            | Peter Scammell                                     |
| 1988 | Full Moon                       | Tim Pope                                           |
| 1990 | Luxus                           |                                                    |
| 1991 | Marie                           | Anton Corbijn                                      |
| 1993 | Chaos                           | John Hillcoat                                      |
| 1993 | Fisch im Netz                   |                                                    |
| 1993 | Land unter                      | John Hillcoat                                      |
| 1995 | Halt mich                       | René Eller                                         |
| 1996 | Bochum (Live)                   | Marcus Nispel                                      |
| 1998 | Bleibt alles anders             | Anton Corbijn                                      |
| 1998 | Letzte Version                  | Thomas Job                                         |
| 1998 | Fanatisch                       | Anton Corbijn                                      |
| 1999 | Ich dreh’ mich um Dich          | Daniel Lwowski                                     |
| 2000 | Da Da Da                        | Daniel Lwowski                                     |
| 2002 | Mensch                          | Anton Corbijn                                      |
| 2002 | Der Weg                         | Daniel Lwowski                                     |
| 2003 | Demo (Letzter Tag)              | Daniel Lwowski                                     |
| 2003 | Zum Meer                        | Anton Corbijn                                      |
| 2003 | Taxi Europa                     | Paul Ritter                                        |
| 2006 | Zeit, dass sich was dreht       | Daniel Lwowski                                     |
| 2007 | Lied 1 – Stück vom Himmel       |                                                    |
| 2007 | Lied 3 – Du bist die            |                                                    |
| 2007 | Einfach sein                    |                                                    |
| 2007 | Lied 2 – Kopf hoch, tanzen      | Artur Kubiczek                                     |
| 2007 | Lied 6 – Leb in meiner Welt     |                                                    |
| 2011 | Schiffsverkehr                  | Kai Sehr                                           |
| 2011 | Fernweh                         | Kai Sehr                                           |
| 2011 | Zu dir                          |                                                    |
| 2014 | Morgen (2 Versionen)            |                                                    |
| 2015 | Fang mich an                    | Zoran Bihać                                        |
| 2016 | Jeder für Jeden (2 Versionen)   | Berlin Heat (Lyrikvideo) / Olaf Heine (Musikvideo) |
| 2017 | War Is Over                     | Christoph Heidrich, Benedikt Schnermann            |
| 2018 | Sekundenglück                   | Zoran Bihac                                        |
| 2018 | Doppelherz / İki Gönlüm         | Zoran Bihac                                        |
| 2018 | Warum                           | Zoran Bihac                                        |
| 2019 | Mein Lebensstrahlen             |                                                    |
| 2020 | Der Held                        | Antonin Pevny                                      |
| 2022 | Deine Hand                      | Antonin Pevny                                      |
| 2022 | Urverlust                       |                                                    |
| 2023 | Angstfrei                       | Harun Güler                                        |
| 2023 | Kaltes Berlin                   | Antonin B. Pevny, Simon Reimold                    |
| 2024 | Zeit, dass sich was dreht       | Antemilio                                          |
| 2025 | Mein Osten                      | Andreas Nowak                                      |

## Autorenbeteiligungen
Herbert Grönemeyer als Autor in den Charts

| Jahr | Titel Interpretation                       | Höchstplatzierung, Gesamtwochen, AuszeichnungChartplatzierungen (Jahr, Titel, Interpretation, Platzierungen, Wochen, Auszeichnungen, Anmerkungen) | Höchstplatzierung, Gesamtwochen, AuszeichnungChartplatzierungen (Jahr, Titel, Interpretation, Platzierungen, Wochen, Auszeichnungen, Anmerkungen) | Höchstplatzierung, Gesamtwochen, AuszeichnungChartplatzierungen (Jahr, Titel, Interpretation, Platzierungen, Wochen, Auszeichnungen, Anmerkungen) | Anmerkungen                                                                                 |
| Jahr | Titel Interpretation                       | DE | AT | CH | Anmerkungen                                                                                 |
| ---- | ------------------------------------------ | --- | --- | --- | ------------------------------------------------------------------------------------------- |
| 1989 | Männer Bläck Fööss & Fründe                | DE23 (17 Wo.)DE | — | — | Erstveröffentlichung: 1989 Original: Herbert Grönemeyer                                     |
| 1998 | Flugzeuge im Bauch Oli. P feat. Tina Frank | DE1 ×3Dreifachplatin · (18 Wo.)DE | AT1 Platin · (23 Wo.)AT | CH1 Platin · (17 Wo.)CH | Erstveröffentlichung: 7. September 1998 Verkäufe: + 1.600.000; Original: Herbert Grönemeyer |
| 1999 | Mamboleo Loona                             | DE3 (13 Wo.)DE | AT8 (11 Wo.)AT | CH4 (13 Wo.)CH | Erstveröffentlichung: 28. Juni 1999 Original: Herbert Grönemeyer – Mambo                    |
| 2012 | Flugzeuge im Bauch Katja Friedenberg       | DE41 (1 Wo.)DE | AT71 (1 Wo.)AT | CH72 (1 Wo.)CH | Erstveröffentlichung: 13. Januar 2012 Original: Herbert Grönemeyer                          |

## Hörbücher
| Jahr | Titel Musiklabel                                               | Anmerkungen                            |
| ---- | -------------------------------------------------------------- | -------------------------------------- |
| 2005 | Musik zu Georg Büchners Leonce und Lena Grönland Records (EMI) | Erstveröffentlichung: September 2005   |
| 2010 | Herbert Grönemeyer erzählt Das Boot Bavaria Sonor (Piper)      | Erstveröffentlichung: 28. Oktober 2010 |

## Boxsets
| Jahr | Titel Musiklabel                | Höchstplatzierung, Gesamtwochen, AuszeichnungChartplatzierungen (Jahr, Titel, Musiklabel, Platzierungen, Wochen, Auszeichnungen, Anmerkungen) | Höchstplatzierung, Gesamtwochen, AuszeichnungChartplatzierungen (Jahr, Titel, Musiklabel, Platzierungen, Wochen, Auszeichnungen, Anmerkungen) | Höchstplatzierung, Gesamtwochen, AuszeichnungChartplatzierungen (Jahr, Titel, Musiklabel, Platzierungen, Wochen, Auszeichnungen, Anmerkungen) | Anmerkungen                                                                                   |
| Jahr | Titel Musiklabel                | DE | AT | CH | Anmerkungen                                                                                   |
| ---- | ------------------------------- | --- | --- | --- | --------------------------------------------------------------------------------------------- |
| 1990 | Die ersten Vier Intercord (IRS) | — | — | — | Erstveröffentlichung: 1. September 1990 beinhaltet die ersten vier Studioalben von Grönemeyer |
| 2016 | Alles Grönland Records (UMG)    | DE15 (4 Wo.)DE | — | — | Erstveröffentlichung: 25. November 2016                                                       |

## Promoveröffentlichungen
| Jahr | Titel Album                         | Anmerkungen                                            |
| ---- | ----------------------------------- | ------------------------------------------------------ |
| 1986 | Unterwegs Sprünge                   | Erstveröffentlichung: 1986                             |
| 1992 | Hard Cash Luxus (englische Version) | Erstveröffentlichung: 1992                             |
| 1994 | Cosmic Chaos                        | Erstveröffentlichung: 1994 Verkäufe: 1.000 (limitiert) |
| 1998 | Stand der Dinge Bleibt alles anders | Erstveröffentlichung: 1998                             |
| 2000 | Lächeln / Mit Gott Sprünge / Ö      | Erstveröffentlichung: 2000                             |
| 2003 | Unbewohnt Mensch                    | Erstveröffentlichung: 2003                             |
| 2012 | Will I Ever Learn I Walk            | Erstveröffentlichung: 2012 feat. Antony Hegarty        |

## Sonderveröffentlichungen

### Alben
| Jahr | Titel Musiklabel                             | Anmerkungen                                                                                         |
| ---- | -------------------------------------------- | --------------------------------------------------------------------------------------------------- |
| 1995 | The Time to See Is Hear Electrola (EMI)      | Erstveröffentlichung: 1995 Veröffentlichung nur im Vereinigten Königreich, CD-R zur Promo von Chaos |
| 2022 | Mensch – Live 2003 Before Grönland (UMG)     | Erstveröffentlichung: 22. Juli 2022 Mini-Kompilation                                                |
| 2022 | Den Morgen anschieben Grönland Records (UMG) | Erstveröffentlichung: 8. November 2022 Mini-Kompilation                                             |
| 2022 | Den Abend anschieben Grönland Records (UMG)  | Erstveröffentlichung: 11. November 2022 Mini-Kompilation                                            |

### Lieder
| Jahr | Titel Album                                               | Anmerkungen |
| ---- | --------------------------------------------------------- | --- |
| 2003 | Trauer The World Quintet                                  | Erstveröffentlichung: 24. Februar 2003 The World Quintet feat. Herbert Grönemeyer                                           |
| 2003 | Taxi Europa                                               | Erstveröffentlichung: 10. Juni 2003 Stephan Eicher feat. Gazzè & Herbert Grönemeyer                                         |
| 2004 | Energy It Up (Part I) Remember (The Great Adventure)      | Erstveröffentlichung: 25. April 2004 Michael Rother feat. Herbert Grönemeyer                                                |
| 2004 | Energy It Up (Part II) Remember (The Great Adventure)     | Erstveröffentlichung: 25. April 2004 Michael Rother feat. Herbert Grönemeyer & Sophie Williams                              |
| 2004 | Morning After (Loneliness) Remember (The Great Adventure) | Erstveröffentlichung: 25. April 2004 Michael Rother feat. Herbert Grönemeyer & Sophie Williams                              |
| 2004 | Halt mich (Live) Live 2004                                | Erstveröffentlichung: 15. Juni 2004 Bløf met Herbert Grönemeyer                                                             |
| 2004 | Live Again They Call Me Hansi                             | Erstveröffentlichung: 18. Oktober 2004 James Last feat. Herbert Grönemeyer                                                  |
| 2005 | Einmal nur in unserm Leben Dreimal zehn Jahre             | Erstveröffentlichung: 28. November 2005 BAP & Herbert Grönemeyer                                                            |
| 2006 | Grauschleier 26 ½                                         | Erstveröffentlichung: 24. Februar 2006 Fehlfarben feat. Herbert Grönemeyer                                                  |
| 2007 | Einfach sein Fornika                                      | Erstveröffentlichung: 6. April 2007 Die Fantastischen Vier feat. Herbert Grönemeyer                                         |
| 2008 | Als es mir beschissen ging Duos                           | Erstveröffentlichung: 5. Dezember 2008 Charles Aznavour feat. Herbert Grönemeyer; Original: Charles Aznavour – Mes emmerdes |
| 2008 | Mes emmerdes Duos                                         | Erstveröffentlichung: 5. Dezember 2008 Charles Aznavour feat. Herbert Grönemeyer                                            |
| 2011 | Just to Be Home with You Jools Holland & Friends          | Erstveröffentlichung: 16. September 2011 Jools Holland and His Rhythm & Blues Orchestra feat. Herbert Grönemeyer            |
| 2011 | Marie Jools Holland & Friends                             | Erstveröffentlichung: 16. September 2011 Jools Holland and His Rhythm & Blues Orchestra feat. Herbert Grönemeyer            |
| 2013 | Brüder Aufstieg und Fall des Tommy Blank                  | Erstveröffentlichung: 20. Dezember 2013 Thomas D feat. Herbert Grönemeyer                                                   |
| 2018 | Jeder für Jeden I                                         | Erstveröffentlichung: 16. Februar 2018 Felix Jaehn feat. Herbert Grönemeyer                                                 |
| 2023 | Stefan Richter Insomnia                                   | Erstveröffentlichung: 17. März 2023 Trettmann feat. Herbert Grönemeyer                                                      |
| 2024 | Zeit, dass sich was dreht Ein Schritt und ich fall        | Erstveröffentlichung: 11. Oktober 2024 Soho Bani feat. Herbert Grönemeyer                                                   |

| Jahr | Titel Album                                                      | Anmerkungen                                                                                   |
| ---- | ---------------------------------------------------------------- | --------------------------------------------------------------------------------------------- |
| 1996 | Übers Meer Abschied von Rio – Das Konzert der Freunde            | Erstveröffentlichung: 6. Dezember 1996 Original: Rio Reiser                                   |
| 1999 | Da Da Da Pop 2000 – Das gibt’s nur einmal                        | Erstveröffentlichung: 18. Oktober 1999 Original: Trio                                         |
| 2004 | Everlasting Unity – The Official Athens 2004 Olympic Games Album | Erstveröffentlichung: 26. Juli 2004 mit Cheb Mami & George Dalares                            |
| 2006 | Zeit, dass sich was dreht Voices from the FIFA World Cup         | Erstveröffentlichung: 26. Mai 2006 feat. Amadou & Mariam                                      |
| 2017 | Manche Sesamstraße präsentiert – Ernie und Bert singen mit Stars | Erstveröffentlichung: 27. Januar 2017 mit Ernie & Bert; Original: Herbert Grönemeyer – Männer |

### Videoalben
| Jahr | Titel Musiklabel                                | Anmerkungen |
| ---- | ----------------------------------------------- | --- |
| 2015 | Dauernd jetzt – Extended Grönland Records (UMG) | Erstveröffentlichung: 27. März 2015 erweiterte Fassung mit Bonus-DVD; Verkäufe werden dem Studioalbum hinzuaddiert |

## Statistik

### Chartauswertung
Die folgende Aufstellung beinhaltet eine Übersicht über die Charterfolge von Grönemeyer in den Album-, Single- sowie Musik-DVD-Charts. Zu berücksichtigen ist, dass sich Boxsets in den Albumcharts platzieren. In Deutschland platzieren sich Videoalben in den Albumcharts, während es in Österreich und der Schweiz seit 2002 beziehungsweise 2008 eigenständige Musik-DVD-Charts gibt.
|                     | DE     | AT     | CH     |
| ------------------- | ------ | ------ | ------ |
| Nummer-eins-Alben   | DE13DE | AT11AT | CH6CH  |
| Top-10-Alben        | DE17DE | AT15AT | CH13CH |
| Alben in den Charts | DE22DE | AT17AT | CH16CH |

|                       | DE     | AT     | CH     |
| --------------------- | ------ | ------ | ------ |
| Nummer-eins-Singles   | DE4DE  | AT1AT  | CH—CH  |
| Top-10-Singles        | DE12DE | AT6AT  | CH2CH  |
| Singles in den Charts | DE45DE | AT18AT | CH14CH |

|                          | DE    | AT    | CH    |
| ------------------------ | ----- | ----- | ----- |
| Nummer-eins-Videoalben   | DE—DE | AT4AT | CH—CH |
| Top-10-Videoalben        | DE—DE | AT6AT | CH3CH |
| Videoalben in den Charts | DE—DE | AT6AT | CH3CH |

### Auszeichnungen für Musikverkäufe
| Platin-Schallplatte - Europa - 2000: für das Album Unplugged Herbert - 2007: für das Album 12 | 3× Platin-Schallplatte - Europa - 2003: für das Album Mensch |

Anmerkung: Auszeichnungen in Ländern aus den Charttabellen bzw. Chartboxen sind in ebendiesen zu finden.
| Land/RegionAuszeichnungen für Musikverkäufe (Land/Region, Auszeichnungen, Verkäufe, Quellen) | Gold       | Platin         | Verkäufe    | Quellen                                                   |
| -------------------------------------------------------------------------------------------- | ---------- | -------------- | ----------- | --------------------------------------------------------- |
| Deutschland (BVMI)                                                                           | 15× Gold15 | 57× Platin57   | 20.375.000  | musikindustrie.de Einzelnachweise                         |
| Europa (IFPI)                                                                                | —          | 5× Platin5     | (5.000.000) | ifpi.org (Memento vom 1. Januar 2014 im Internet Archive) |
| Österreich (IFPI)                                                                            | 3× Gold3   | 30× Platin30   | 1.100.000   | ifpi.at                                                   |
| Schweiz (IFPI)                                                                               | 7× Gold7   | 13× Platin13   | 645.000     | hitparade.ch                                              |
| Insgesamt                                                                                    | 25× Gold25 | 105× Platin105 |             |                                                           |